# キンツィヒ川

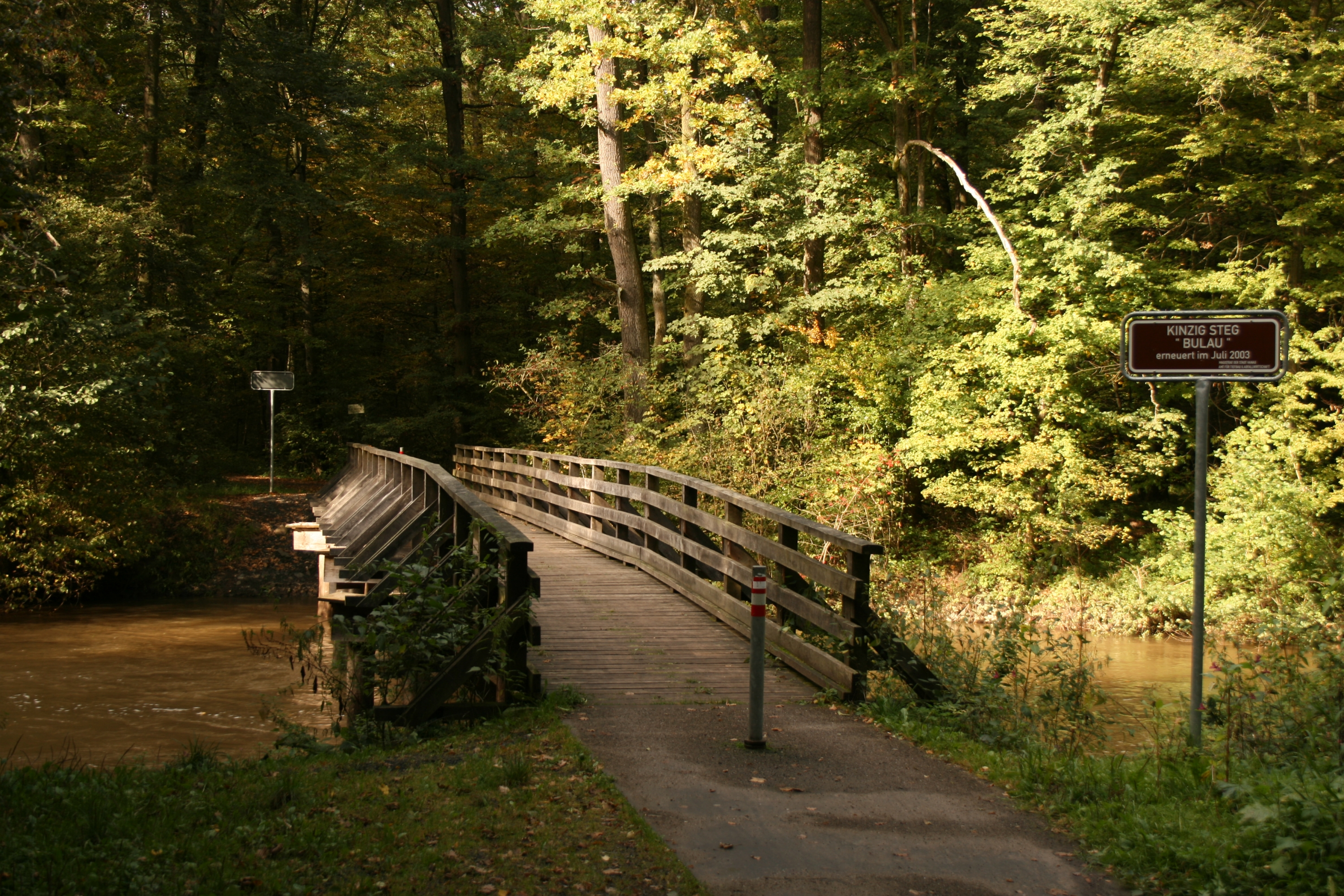
ブーラウに架かる小橋

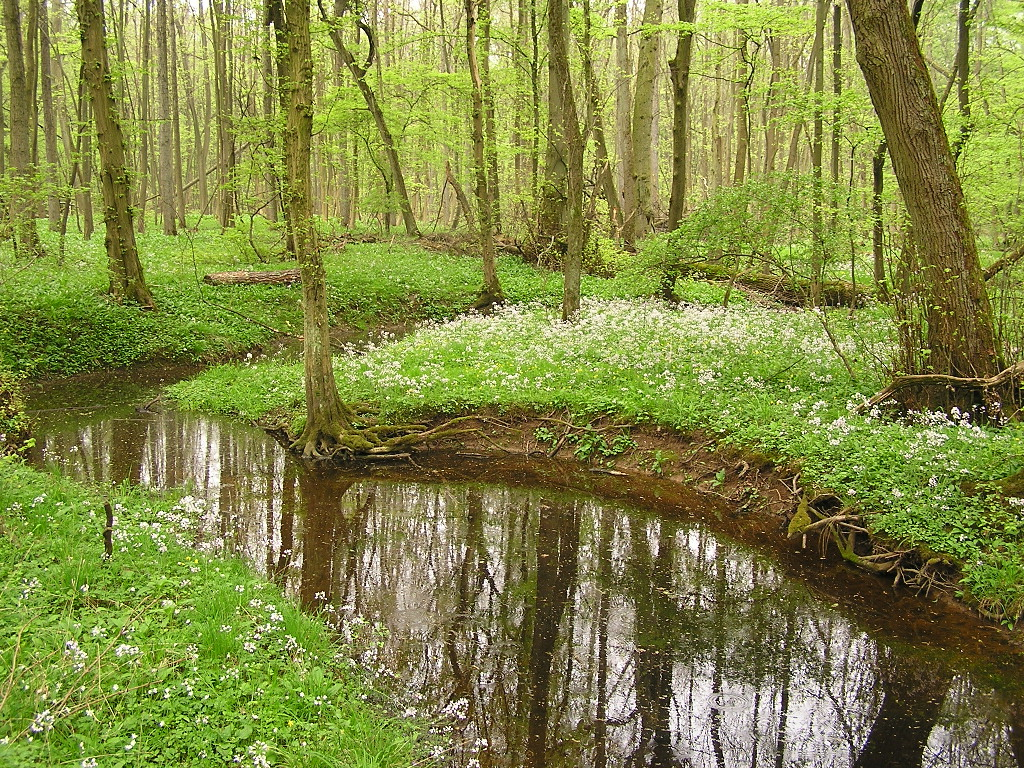
ブーラウに群生するハナタネツケバナ

キンツィヒ川（キンツィヒがわ、Kinzig）は、ドイツ連邦共和国ヘッセン州マイン＝キンツィヒ郡を貫いて流れるマイン川右岸の支流である。文献上、815年に “Chinzicha”として初めて言及されている。

## 流路
水源は、ジンタール＝シュテルプフリッツ近郊の海抜約400mの場所にある。キンツィヒ川は、水源から北西に向かって流れ、シュリュヒテルンまでの間、ヘッセン・レーン自然公園とヘッセン・シュペッサルト自然公園との境界をなす。シュリュヒテルンの西で、キンツィヒ川は南西に方向を変え、北のフォーゲルスベルク山地と南のシュペッサルト山地の境界線となる。下流部はカヌー愛好家たちに愛用されている。ハーナウのわずかに上流側にブーラウと呼ばれる森林地域がある。この森林地域は、かつて米軍の演習林となっていた場所で、現在も自然の状態を多く遺している。春には、ラムソンが花を付ける広大な湿原となる。川は、水源から82km、ハーナウ付近の海抜約100mの地点でマイン川に合流する。

## 支流
- エルムバッハ川
- アウアーバッハ川
- シュタインアウバッハ川
- クリンクバッハ川
- ザルツ川
- ブラハト川
- オルプ川

- ビーバー川
- グリュンダウ川
- クレプスバッハ川
- ミュールバッハ川
- ハッセルバッハ川
- ファルバッハ川
- ローデンバッハ川

## 流域の都市
- シュテルプフリッツ、ザンネルツ（ジンタール）
- フォルメルツ、ヘロルツ、シュリュヒテルン（シュリュヒテルン）
- ニーダーツェル
- シュタイナウ・アン・デア・シュトラーセ
- アール、ザルミュンスター（バート・ゾーデン＝ザルミュンスター）
- ノイドルフ、ヴェヒタースバッハ（ヴェヒタースバッハ）
- ヴィルトハイム
- ゲルンハウゼン
- ランゲンゼルボルト
- エアレンゼー
- ニーダーローゼンバッハ
- ハーナウ（マイン川に合流）